# 杜弢
杜 弢（と とう、? - 315年）は、中国の西晋末に活動した流民勢力の首領。字は景文。祖父は蜀郡の名士である符節令の杜植。父は略陽護軍の杜眕。蜀郡成都の出身。湘州・荊州・豫州の三州に跨る大規模な反乱を起こし、西晋滅亡の一端となった。 『資治通鑑』には杜苾と記載される。

## 生涯
若い頃は才学を称えられ著名となった。益州刺史羅尚により秀才に挙げられ、後に別駕となった。
永康2年（301年）3月、益州では秦州・雍州より流民が避難してきており、羅尚はこれを追い返そうとしており、流民達と一触即発の事態となっていた。杜弢は流民の帰郷を1年待つよう進言したが、羅尚はこれを容れなかった。杜弢は秀才に推挙された時の推薦書を返上すると、辞職して家に帰った。益州で李特の乱が起こると、南平郡に避難した。南平郡太守の応詹は、杜弢の才覚を称え、厚く遇した。後に、杜弢は醴陵県令に任じられた。
永嘉5年（311年）、巴蜀の動乱を避けるため、汝班と蹇碩らは数万家を従え、荊州・湘州の一帯に避難してきていた。そのため、以前よりその地に住んでいた百姓は生活を侵害され、大いに恨みを抱いた。流民の李驤は県令を殺し、数百人を集めて楽郷に屯した。杜弢は応詹と共に討伐に赴き、李驤を撃破した。
同じく流民の杜疇と蹇撫らも、湘州に侵攻した。参軍の馮素は汝班と仲が悪く、湘州刺史の荀眺へ「流民はみな反乱を起こそうとしています」と偽りの報告を行った。荀眺はそれらを全て信じ込み、流民を全て誅殺しようとした。汝班らは殺されるのを恐れ、兵を集めて杜疇に呼応した。当時、杜弢は湘中にいたが、流民たちは共に杜弢を首領に推戴した。杜弢は自ら梁益二州牧・平難将軍・湘州刺史を自称した。杜弢軍は郡県を攻め破り、荀眺は城を捨てて広州に逃げた。広州刺史の郭訥は、始興郡太守の厳佐に兵を与え、杜弢を攻撃させた。杜弢は官軍を大いに打ち破った。荊州刺史の王澄は王機を討伐に派遣したが、杜弢は巴陵において破った。 杜弢は兵に好きなだけ略奪を許した。その後、杜弢は偽って征南将軍の山簡に投降し、山簡より広漢郡太守に任じられた。
荀眺が逃走した後、湘州の人は安成郡太守郭察を推薦して、州事を委ねた。郭察は兵を率いて杜弢を討ったが、返り討ちに遭い殺された。
建興元年（313年）8月、杜弢は南に進撃して零陵を破り、東に向かって武昌へ侵攻した。そして、城村を焼き払うと、長沙郡太守の崔敷・宜都郡太守の杜鑒・邵陵郡太守の鄭融らを殺害した。
建興3年（315年）、琅邪王司馬睿（後の元帝）は征南将軍の王敦と荊州刺史の陶侃らに命じて、杜弢を討たせた。前後数十回の戦役を行い、杜弢の将士は多くが討死した。杜弢は投降を求めたが、司馬睿は許さなかった。杜弢はかつての上司である応詹に書状を送り、
「以前、あなたと共に討伐の任に当たり、本来は喜びも憂いも共にするはずでした。ですが、湘中に来てから、死を恐れ生を望む者が多数私の下に集まり、このようなことになりました。もしも以前付き合っていた誼で私の為に真相を話してくれましたら、私は必ずや忠誠を尽くし、人々の中心となって義兵を起こします。北伐して中原を取り戻すか、あるいは西征して李雄を攻め下しましょう。私の以前の過ちを贖う機会があるのであれば、それが死の日となろうとも、生の年と呼べるでしょう。」
と訴えた。応詹は杜弢の信書を読むとひどく哀しみ、その書を司馬睿に送り、
「杜弢は益州の秀才で、もとより名望があります。郷里の人に迫られて反乱の首魁となっておりますが、現在は悪を悔いて善を望んでおります。使者を派遣して彼らを落ち着かせ、彼らの投降を受け入れるべきです。そうすれば、江州・湘州の地の百姓も安定するでしょう。」
と進言した。司馬睿は元南海郡太守の王運を派遣し、杜弢の投降を受諾するよう命じ、大赦を下す詔を下した。全て反乱者を赦免し、杜弢を巴東郡監軍に任じた。
杜弢の降伏受諾後も、功を立てることに熱心な東晋軍は攻撃を止めなかった。杜弢は約束が違うので憤怒し、王運を殺害して再度決起した。
2月、杜弢は配下の杜弘・張彦を海昏へ派遣して、臨川郡内史の謝摛を攻撃して討ち取ると、引き続き豫章を攻撃した。
3月、豫章郡内史の周訪は杜弘らを撃破した。杜弘は臨賀へ逃走し、張彦は斬り殺された。
8月、杜弢は配下の王真に精兵3000を与え、奇兵を組織した。奇兵は江南に出て、武陵に向かい、官軍の補給路を断ち切った。陶侃は、伏波将軍の鄭攀を出撃させ、王真の奇兵を大いに破り、敗れた王真は湘城に逃走した。陶侃らの諸軍は一斉に進軍し、王真は陶侃に降伏し、杜弢の兵士は壊滅した。杜弢は逃走を図り、その途上で亡くなった。